# Chinesische Windmühle
Die chinesische Windmühle ist eine historische Windmühle mit Vertikalrotor, die mit einer Technik arbeitet, die nur von China her bekannt ist. Sternförmig um die Drehachse angeordnete Dschunkensegel, die sich von selbst zur Strömung ausrichten, treiben sie an. Vorwiegend für die Bewässerung von Feldern eingesetzt, wurde sie auch zur Salzgewinnung genutzt.

## Geschichte

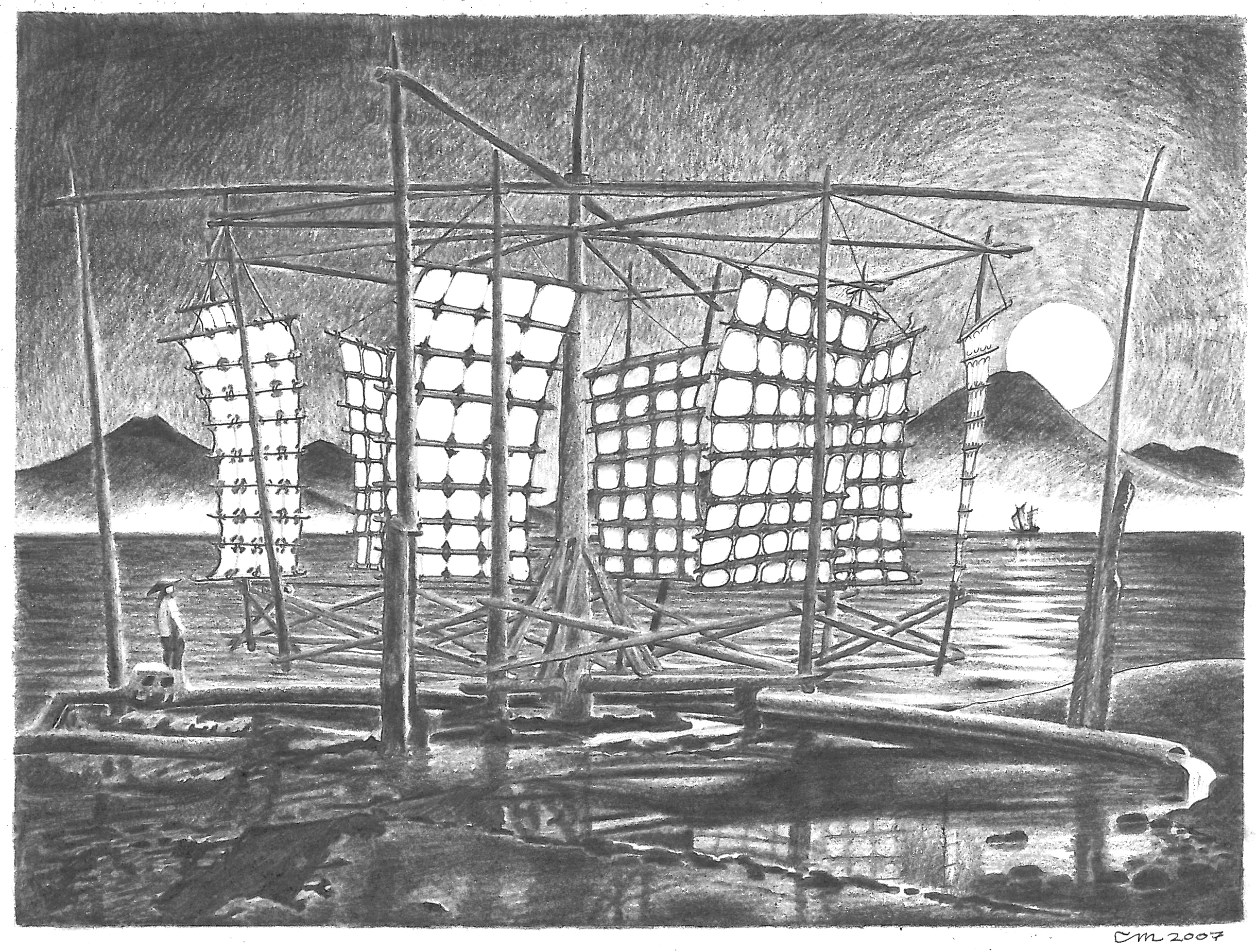
Chinesische Windmühle, Bleistiftzeichnung

China hat eine weit zurückreichende Geschichte der Windmühlennutzung. So wurde die Wasserversorgung der Küstengegenden in Südost-China lange Zeit mit Windkraft betrieben.
In der in Liaoyang (Provinz Liaoning) freigelegten Han-Grabstätte fand man Wandgemälde, die den Gebrauch von Windmühlen in China seit der östlichen Han-Dynastie (25–220 n. Chr.) nahelegen, also seit 1700 Jahren.
In der deutschen Fachliteratur zu Windenergie sind abweichende Angaben zum Alter der chinesischen Windmühlen gemacht worden. Gasch et al. geben im Buch „Windkraftanlagen“ an, chinesische Windmühlen bzw. Windräder seien seit etwa 1000 n. Chr. bekannt.
Felix von König hingegen geht in seinem Windenergielexikon von einem geschätzten Alter von 1500 Jahren aus.
Seit der Ming-Dynastie (1368–1644) benutzten die Chinesen Windmühlen, um Wasser auf die Felder oder in Salinen – zur Salzgewinnung – zu pumpen und auch für die Erzeugung industrieller und landwirtschaftlicher Nebenprodukte.
Soweit bekannt stammt die erste Erwähnung einer Windmühle in der chinesischen Literatur von Yelü Chucai, der in dem Bericht seiner Reise nach Turkestan (1219 n. Chr.) davon schreibt; hierbei könnte es sich allerdings eher um eine Beschreibung einer persischen Windmühle handeln, die er dort vorgefunden hat.
Obwohl auch die persische Windmühle mit einer senkrechten Rotationsachse arbeitet, sind dort die Antriebsflächen steif und unbeweglich mit der Drehachse verbunden und können sich nicht zur Strömung anstellen. Deshalb benutzt man bei der persischen Windmühle im Gegensatz zur freistehenden chinesischen Windmühle einen halboffenen Turm, damit so nur die mit dem Wind mitlaufende und nicht die gegenläufige Hälfte des Rotors vom Wind bestrichen wird.
Im Jahr 1959 gab es in der Provinz Jiangsu mehr als 200.000 arbeitende Windmühlen.

## Technik
Die chinesische Windmühle, auch wenn sie über keine modernen aerodynamischen Flügelprofile verfügt, ist – in Anlehnung an die europäische historische Windmühle – vorwiegend ein Auftriebsläufer. Da sich ihre Segel leicht in einer Weise takeln und festbinden lassen, so dass sie sich automatisch zur Windrichtung anstellen, kann sie während einer Nutzungsperiode weitgehend bedienungsfrei laufen. Die Segel vollziehen selbsttätig in einem vollen Drehkreis zwei Segelmanöver, die Halse und das Kreuzen, während dieser Manöver gerät die Segelstellung allerdings auch in Positionen, in denen der Vortrieb und nicht der Auftrieb die Hauptkomponente der Wirkungsweise bestimmen (siehe auch Klappflügel-Rotor). Die bei der chinesischen Windmühle anzutreffenden typischen Dschunkensegel ähneln den in Europa bekannten Luggersegeln. Auch Luggersegel haben die bedienungsfreundliche Eigenschaft, sich selbsttätig zur Strömung ausrichten zu können.
Die Bewässerung der Reisfelder wurde mit einer Kettenpumpe bewerkstelligt, die in dieser speziellen Form nur aus China bekannt ist. Auch bei der Salzherstellung in Meerwassersalinen wurde diese Kettenpumpe eingesetzt. Die Steigung der mit viereckigen Scheiben auf einer hölzernen Scharnierkette Wasser durch eine offene Holzrinne nach oben transportierenden Anlage war nicht sehr steil, etwa 20° Steigung, es wurden damit nur geringe Höhenunterschiede bewältigt. Der Antriebsmechanismus zwischen dem Rotor und der Kettenpumpe bestand aus einem umfangreichen hölzernen Zahnradkranz direkt unter den unteren Auslegern, die zu den Segeln führten. Ein ebenso hölzernes Stirnrad gab von dort ausgehend einer langen Welle den Drehimpuls, um mit einem Antriebsrad am außerhalb der Windmühlenkonstruktion positioniert liegenden Wellenabschnitt die Kettenpumpe zu betreiben. Darin unterscheidet sich die chinesische Kettenpumpe (Pallet-Chain-Pump) von der „Scheibenkunst“ genannten Kettenpumpe in früheren Bergwerken Europas, die auch Scheiben durch ein senkrecht stehendes rundum geschlossenes Rohr direkt nach oben zog und so Wasser mit sich transportierte. Um auf höhere Förderhöhe zu kommen, waren wegen der geringen Steigung der chinesischen Kettenpumpe mehrere nacheinander wirkende Windräder und Kettenpumpen notwendig.

## Anwendungen
Außer der Nutzung zur Bewässerung der landwirtschaftlichen Flächen wurde in Küstengegenden zur Salzgewinnung auch Meerwasser in die dort angelegten Salinen gehoben.